# Mount Speyer
Mount Speyer ist ein 2430 m hoher Berg in der Worcester Range des ostantarktischen Viktorialands. Er ragt unmittelbar am Kopfende des Kehle-Gletschers auf.
Teilnehmer der Discovery-Expedition (1901–1904) unter der Leitung des britischen Polarforschers Robert Falcon Scott entdeckten den Berg und benannten ihn nach dem US-amerikanisch-britischen Philanthropen Edgar Speyer (1862–1932) aus der Unternehmerfamilie Speyer, der zu den Geldgebern der Forschungsreise gehörte.